# Выбор народа
«Выбор народа» — арт-проект Комара & Меламида, начатый в 1994 году, один из самых известных образцов жанра соц-арт, «самый известный» проект этих художников в России.

## Описание
Цикл состоит из картин, созданных на основе социологических опросов, и делится на две группы — «самая желанная картина» для какой-либо нации, и самая «нежеланная». Серия является своего рода абсурдистским воплощением лозунга «Искусство принадлежит народу!», предназначен для «сближения искусства и народа».
Проект был придуман авторами в середине девяностых годов. Тогда художники-эмигранты провели опрос среди русских и американцев на тему «Какую картину хочет видеть большинство населения?» На основе него были созданы два диптиха: идеальная и ужасная картина по мнению двух наций. В последующие годы проект расширялся и охватывал новые нации и даже отдельные города. «Выяснилось, что вкусы у всего человечества примерно одинаковые: везде любят пейзажи с детишками и зверюшками и ненавидят абстракцию». (Данные опроса по России спустя несколько лет подтвердились похожим опросом ВЦИОМ и другими опросами).
Опросы, иногда «очень дорогие», заказывались реальным социологическим службам; основной массив работы был проведен в 1993-97 годах с помощью американского фонда DIA (The Nation Institute and The Dia Foundation), длительного партнера соавторов, с помощью нанятых местных фирм. Опросник состоял из более чем 40 вопросов, призванных определить вкусы граждан. Опросы являются массовыми, респонденты могут выбрать жанр, колорит и размер произведения. По словам авторов, это «соавторство с тысячами и тысячами людей, это было соавторство с массами». Для создания «российских» картин был опрошен 1001 человек, Комар в интервью говорит об этих двух картинах: «однажды мы выступали в соавторстве со всем русским народом».
Примеры вопросов:
- Какие цвета вы предпочитаете видеть на полотне?
- Желательно ли наличие людей или животных (и если да, то каких именно: диких или домашних?)
- Предпочитаемый размер картины? Причем форма вопроса звучит не «в сантиметрах», а путем сравнения с привычными предметами: холодильником, телевизором, транзистором, книгой. Ответ на последний вопрос всегда примерно одинаков: люди предпочитают картину размером «с телевизор» и не хотят картину размером «с книгу».

В 2010 году Комар рассказал, что картины после окончания опроса на основе полученных данных пишет выбранный соавторами художник указанного региона, поскольку по Комара он лучше понимает своих земляков (не понятно, это частный случай или относится и к предшествующим годам).
Картины традиционно выставлялись авторами в окружении наукообразных диаграмм и графиков соцопросов, таблиц, показывающих динамику общественных запросов, заполненных анонимных анкет. Экспозиции разворачивают «перед публикой полный отчет о проделанной работе с анкетами, процентным распределением ответов, многочисленными графиками. Пачки социологических исследований — фундамент нового искусства, наконец-то безраздельно принадлежащего народу». Помимо подлинников картин, отсутствующие могли заменяться своими шелкографическими копиями.

### Состав цикла
- Дания
- Исландия
- Италия
- Кения
- Китай
- Германия
- Голландия
- Норвегия
- Португалия
- Россия (1994). Самая любимая картина русского народа «Видение Христа медведю» (размером с телевизор), самая нелюбимая — абстракция «Синие треугольники на красном фоне» (почти в человеческий рост)[2]. Хорошая картина имеет размер телевизора, выполнена в голубовато-зеленых тонах. Изображены два вида леса (хвойный и лиственный), ребёнок и женщина за работой, медведь и Иисус Христос. Плохая — абстракция с треугольниками в оранжевых, серых и коричневых тонах, размером с холодильник.
- США (1994)
- Турция
- Украина
- Финляндия
- Франция
- Швейцария
- «Выбор Cyberspace» — опрос, произведенный по Интернету[12]

Из интервью В. Комара: «…опрос по „Интернету“. Получились некоторые отличия от того, что говорят люди в других местах, — картина должна быть хоть и реалистическая, но с некоторыми элементами, мы бы сказали, постэкспрессионизма, но это надо видеть. Вообще ответы жителей Cyberspace отличались в сторону большей степени сомнения во всем: например, на вопрос „Какая картина вам больше нравится, абстрактная или фигуративная?“ отвечали „это зависит от конкретного случая“. Но больше всего и там, как и везде в мире, любим синий цвет. Даже в Китае это оказалось так. В Китае, правда, есть особенности: на втором месте — белый, а не зелёный, как в большинстве европейских стран (правда, в Португалии, как ни странно, второй самый любимый цвет чёрный). Самая любимая картина в Китае — тоже, как и везде, пейзаж, но размером со стену. Видимо, Великую китайскую. Пока мы нашли только одну страну в мире, где массовый зритель своей самой любимой картиной называет абстрактную: это Голландия. Причем размер этой любимой абстрактной картины — с книгу. В Америке же это самый нелюбимый размер. Голландия — единственная страна, где элитарный вкус стал массовым».

- Дополнительно: Пермь и Санкт-Петербург (2010). «Петербургские» картины написала художница Ирина Дрозд[8]. Проект был представлен одним Комаром (творческий тандем распался в 2006 году).

### Песни
В проекте также принял участие композитор Дэвид Сульцер (David Sulzer), составивший опрос, в котором приняли участие 500 человек. На основе ответов респондентов Дэйв Пайдер и Нина Манкин написали две песни: «The Most Wanted Song» и «The Most Unwanted Song».
Уже не как часть проекта, а как самостоятельное событие в 2002 году в Австралии был создан балет «Australia’s Most Wanted: Ballet for A Contemporary Democracy», вдохновленный идеей проекта Комара и Меламида. Его создала труппа Chunky Move на основе опроса 2800 респондентов об их предпочтениях в современном танце.

## История
Настоящий художественный проект, идея которого принадлежит 

всемирно известным художникам Виталию Комару и Александру 

Меламиду, является частью международного проекта, 

осуществляемого практически одновременно в США, Германии, 

России, Дании и Финляндии. В дальнейшем предполагается 

и участие других стран.

Суть проекта заключается в том, что художники создают 

живописное полотно, основываясь на результатах 

социологического опроса населения. Как и во многих других 

проектах Комара и Меламида, в «Выборе Народа» без труда 

обнаруживается полный «джентльменский набор» современного 

искусства. Это и «смерть автора», отдающего на откуп 

среднестатистическому россиянину право выбора, и цитация, 

вкупе с иронией составляющая «формулу постмодернизма», 

это и жесткий детерминизм, помещающий систему критериев 

оценки произведения в само произведение. И last but not 

least очевидная социальность проекта.

В адрес современного искусства с разных сторон раздаются 

нарекания по поводу его оторваности от реальности и 

непонимания смысла произведения простыми людьми. Комар 

и Меламид предложили блистательный вариант диалога со 

зрителем. Не вызывающая сомнений идентичность 

«автопортрета» превратила художника из обвиняемого 

в судью и, по моему, завершила столь важную в России 

тему «Искусства для Народа».

Традиция взаимоотношений художника с народом складывалась 

достаточно неоднозначно. Для передвижников апелляция к 

народу была формой протеста. Лев Толстой пытался соотнести 

свой образ мысли и действия с положением крестьян путем 

«опрощения». М. Горький стал основоположником теории 

социалистического реализма, включающей такие понятия, 

как «партийность», «народность». При этом ни разу не 

проводился опрос о действительном отношении народа к 

творчеству самообъявленных глашатаев народной воли. 

Впрочем, Русский Авангард дал несколько примеров 

обсуждения произведений искусства на фабриках, но уж 

он-то, наверняка, был далек от пристрастий среднего 

рабочего. Недаром самое нелюбимое русским (как впрочем 

и американским) народом произведение сразу отсылает 

к Малевичу и Поповой.

Простота глобальность проекта вызовут несомненный интерес, 

и мы надеемся, что через несколько лет народ большинства 

стран получит из рук Комара и Меламида свой автопортрет. 

Без особого риска можно утверждать, что разнясь в деталях,

они будут похожи до неприличия и послужат нам всем весомым 

аргументом в отстаивании права быть непонятными, 

нелюбимыми — права быть профессионалами.

Встречающаяся дата, что проект стартовал в 1995 году, ошибочна: презентация проекта состоялась в августе 1994 года в московском Центре современного искусства «усилиями галереи Гельмана». Результаты опроса ранее (8 июля) были опубликованы в газете «Коммерсант». Проект, по словам издания, одновременно осуществлялся в Германии и США.
Проект должен был выставляться на XLVII Венецианской биеннале 1997 года в российском павильоне, о чём было официально объявлено, причем он был выбран из 5 проектов, представленных на конкурс. Но тогда Минкульт его в итоге отверг. Указывается, что из-за отсутствия у министерства денег: « …нежелание России поддерживать Комара и Меламида будет замечено. И интерпретировано именно как нежелание, а не невозможность. Отсутствие денег — серьезный предлог, но все же лишь предлог». Затем предполагалось, что он будет показан в российском павильоне на деньги нью-йоркского DIA-foundation (американский партнер проекта), и делать его будет американский куратор, но и тут не нашлось средств. ГЦСИ не смог отстоять свое решение о спонсорской поддержке. На биеннале авторы планировали показать картины в виде проекций и статистические графики предпочтений. В итоге проект перешел из российского павильона на главную выставку Биеннале.
Творческий тандем Комар & Меламид распался в 2006 году (работать отдельно они начали примерно с 2003 года), однако и после этого появлялись картины проекта (по просьбе Гельмана).

## Оценки
Один из авторов проекта Виталий Комар характеризует его так: «…вместе с Россией мы осваивали демократию — пользуясь американским социологическим инструментом. И увидели страшный лик демократии в искусстве, лицо нового диктатора — большинства. В результате, как мы и хотели, возникло несколько новых вопросов. Стоим ли мы за демократию? И если да, то почему так хотим быть элитой? На словах все провозглашают демократию, но любое искусство страшно тоталитарно».
Екатерина Деготь после знакомства с проектом в 1994 году написала: «Новая идея Комара и Меламида — гениальное изобретение, о чём свидетельствует её мгновенное и триумфальное распространение по всему миру. Художники все последние годы искали для себя достаточно универсальную тему и, кажется, её нашли. Более своевременной была бы разве что деконструкция political correctness — надо думать, это ещё впереди». В 1997 году она же пишет о проекте: «Искусство Комара и Меламида не может устраивать власть и тех, кто хочет быть ей лоялен, прежде всего потому, что именно лояльное мышление художники делают предметом своего безжалостно-иронического искусства», проект « остроумен не только в узком смысле (он гомерически смешон), но и в широком: идея авторов гениально проста и более чем актуальна для современной культуры, помешанной на всякой статистике, массовости и демократичности».
Отзывы о проекте продолжают появляться в течение последующих десятилетий и у других критиков.
Николай Молок и Фёдор Ромер: «Комар & Меламид решили продолжить эксперименты по приближению к широким массам. Они начали акцию „Выбор народа“ — международный проект надругательства над святынями (в данном случае демократическими ценностями). Одновременно это была ироничная реплика в адрес современных художников, демократичных на словах, но чрезвычайно надменных на деле. „Искусство принадлежит народу!“ — заявили „демократы“ Комар & Меламид и нарисовали „любимую“ и „нелюбимую“ картины американского (русского, китайского, украинского, африканского — далее везде) народа согласно строгим социологическим опросам. Получившиеся идиотические шедевры (в русском варианте Христос, сидящий на камушке, соседствует с бурым мишкой и копающими землю пионерами, за что картина и получила прозвище „Явление Христа медведю“) надолго отвращают от демократической риторики в искусстве».
Фаина Балаховская: «Комар и Меламид сделали проект простой, как правда. Потратив десятки лет на скрещивание соцреализма и поп-арта, в 1995-м они поняли: искусство, как любой другой товар, прежде всего должно удовлетворять чаяниям потребителя. (…) В результате выяснилось, что представителям самых разных народов (отчего-то за исключением голландцев) нравятся больше всего пейзажики с фигурками. Самые „большие“ картины заказали в Китае, наши же соотечественники предпочитают скромный „телевизионный“ размер. Так же дружно почти все терпеть не могут абстракции — правда, разные: россияне ненавидят черные треугольники на красном фоне, а жители Исландии — темные квадратики. Убедиться, что все честно, без обмана, легко — к картинам прилагаются результаты соцопросов. Забавно, но никто не признался в любви к изображениям голых женщин».
Из других характеристик: «Выглядит это и как приговор авангарду, и как пощечина общественному вкусу одновременно». «Апофеоз художнической самоиронии». «Это о народном вкусе, о разрыве между вкусом массовым и элитарным, о том, как страшно далеко от народа актуальное искусство, об эстетическом воспитании». «…Шедевры полны идиотизма (…) Когда народ по привычке начнет возмущаться, ему можно предъявить результаты анкетирования, наглядно демонстрируя, что искусство отныне принадлежит ему». Американская версия журнала Forbes в 2013 году об американском диптихе: «Если это — самая желанная американская картина, то представьте, какие законы, по мнению президента и конгресса, должны быть (…) Эта серия картин — напоминание о том, что Комар и Меламид — самые необходимые художники для Америки». NY Times посвятил проекту обширную статью, вспоминают о нём и в 2017.

## Выставки
- 1994, август, Центр современного искусства (Москва)
- 1994, сентябрь, галерея Марата Гельмана (Москва)
- 1997, Венецианская биеннале
- 2007, Третьяковская галерея на Крымском валу; в рамках II Московской биеннале современного искусства
- 2010, Новый музей (Петербург). В рамках фестиваля «Культурный альянс Пермь — Санкт-Петербург»
- Alternative Museum, New York; Washington Project for the Arts, Washington, D.C.; Kiev State Museum, Ukraine; Municipal Museum, Reikjavik; Kunsthal, Rotterdam; Gulbenkian Foundation, Lisbon; Istanbul Biennale, Turkey; ARS, Helsinki; Kunsthalle, Vienna; Museum of Modern Art, Cologne[34][35]